# Una despedida: prohibido el duelo
Una despedida: prohibido el duelo (en inglés: A Valediction: Forbidding Mourning) es un poema metafísico de John Donne. Escrito en 1611 o 1612 para su esposa Anne antes de partir en un viaje a Europa continental. Se trata de un poema de amor de 36 versos que se publicó por primera vez en la colección Songs and Sonnets de 1633, dos años después de la muerte de Donne. Basado en el tema de dos amantes a punto de separarse por un tiempo prolongado, el poema se destaca por el uso de metáforas extendidas y analogías ingeniosas para describir la relación de la pareja; los críticos lo han vinculado temáticamente con varias de sus otras obras, entre ellas A Valediction: of my Name, in the Window, Meditation III de Songs and Sonnets y A Valediction: of Weeping.
El uso que hace Donne de un compás como analogía para la pareja (dos puntos, inextricablemente vinculados) ha sido elogiado como un ejemplo de su "virtuosa demostración de similitud"  y también criticado como una ilustración de los excesos de la poesía metafísica. A pesar de los detractores, sigue siendo "la metáfora sostenida más conocida" de la poesía inglesa.  Además de citar este ejemplo más famoso, los críticos literarios señalan el uso sutil que hace Donne de la redacción precisa en el poema, particularmente en torno al tema alquímico que impregna el texto.

## Trasfondo
John Donne nació el 22 de enero de 1572, hijo de John Donne, un rico ferretero y uno de los guardianes de la Venerable Compañía de Ferreteros, y su esposa, Elizabeth.  Donne tenía cuatro años cuando murió su padre y, en lugar de estar preparado para dedicarse a un oficio, se formó como un caballero erudito; su familia utilizó el dinero que su padre había ganado con la ferretería para contratar tutores privados que le enseñaron gramática, retórica, matemáticas, historia e idiomas extranjeros. Isabel pronto se volvió a casar con un médico adinerado, asegurándose de que la familia se mantuviera cómoda. Como resultado de ello, a pesar de ser hijo de un ferretero y de presentarse en sus primeros poemas como un outsider, Donne se negó a aceptar que fuera otra cosa que un caballero.  Después de estudiar en Hart Hall, Oxford, la educación privada de Donne finalmente lo llevó a estudiar en Lincoln's Inn, uno de los Inns of Court, donde ocupó su tiempo con la historia, la poesía, la teología y el "aprendizaje humano y los idiomas".  Fue en Lincoln's Inn donde Donne comenzó a escribir poesía, considerándola "una señal de vida o una irritación menor" más que algo que lo definiera. 
En noviembre de 1597, se convirtió en secretario principal de Thomas Egerton y poco después conoció a la sobrina de Egerton, Anne More.  Después de conocerse en 1599, los dos mantuvieron una ferviente relación amorosa en el verano de 1600. Las cartas intercambiadas entre los dos revelan la creciente sospecha hacia el padre de Anne, Sir George More, y la promesa de Donne de elegir a Anne por encima del favor de su patrón, Egerton.  Los dos se casaron en secreto, y cuando More descubrió esto en 1602, envió a Donne a la prisión de Fleet por violar el derecho canónico. Después de muchas demandas, Egerton también consintió en la exoneración de Donne. Después de que Donne le escribiera a Egerton, fue puesto en libertad y durante su juicio en el Tribunal de Audiencia el matrimonio fue validado y Donne absuelto de cualquier violación del derecho canónico. Una despedida fue escrita para Anne, que estaba embarazada, en 1611 o 1612,   mientras Donne se preparaba para viajar a Europa continental con Sir Robert Drury. Posteriormente fue publicado -tras su muerte- en 1633 como parte de la colección Songs and Sonnets. 

## Poema
De 36 líneas,  el poema comienza con:
| Texto original | Adaptación moderna |
| --- | --- |
| As virtuous men passe mildly away, And whisper to their soules, to goe, Whilst some of their sad friends doe say, The breath goes now, and some say, no: So let us melt, and make no noise, No teare-floods, nor sigh-tempests move, T'were prophanation of our joyes To tell the layetie our love. | As virtuous men pass mildly away, And whisper to their souls to go, Whilst some of their sad friends do say The breath goes now, and some say, No: So let us melt, and make no noise, No tear-floods, nor sigh-tempests move; 'Twere profanation of our joys To tell the laity our love. Como los hombres virtuosos fallecen apaciblemente, Y le susurran a sus almas que se vayan, Mientras que algunos de sus amigos tristes dicen El aliento se va ahora y algunos dicen: No: Así que fundámonos sin hacer ruido, No se derramen lágrimas ni tempestades de suspiros; Serían profanación de nuestras alegrías Para decirle a los laicos nuestro amor. |

En estas estrofas, Donne compara la separación de dos amantes con una muerte, deseando que la separación sea tranquila, sin lucha y voluntaria ya que inevitable. Al mismo tiempo, considera que la separación de los amantes equivale a que el alma se separe del cuerpo al morir. Ramie Targoff sostiene que esto no se debe a que vea la separación de los amantes como permanente, como la muerte, sino que, al igual que con la muerte, Donne considera que el desafío de la separación es garantizar la continuidad de la relación en el futuro.
| Moving of th'earth brings harmes and fears, Men reckon what it did and meant, But trepidation of the spheares, Though greater farre, is innocent. | Moving of th' earth brings harms and fears, Men reckon what it did, and meant; But trepidation of the spheres, Though greater far, is innocent. El movimiento de la tierra trae daños y temores, Los hombres calculan lo que hizo y significó; Pero el temor de las esferas, Aunque mucho mayor, es inocente. |

En su libro Texas Studies in Literature and Language, Peter L. Rudnytsky señala las "imágenes de extraordinaria complejidad" de esta estrofa. Se interpreta que "movimiento de la Tierra" no se refiere a terremotos, sino a las entonces recientes teorías sobre el movimiento de la Tierra. Esta teoría se apoya en el uso de la frase "temor de las esferas", una teoría astronómica obsoleta utilizada en el sistema ptolemaico. 
| Dull sublunary lovers love (Whose soul is sense) cannot admit Absence, because it doth remove Those things which elemented it. But we by a love, so much refin'd, That our selves know not what it is, Inter-assured of the mind, Care lesse, eyes, lips and hands to misse. | Dull sublunary lovers' love (Whose soul is sense) cannot admit Absence, because it doth remove Those things which elemented it. But we by a love so much refined, That our selves know not what it is, Inter-assured of the mind, Care less, eyes, lips, and hands to miss. El amor de los amantes sublunares (Cuya alma es sentido) no puede admitir la Ausencia, porque elimina Aquellas cosas que lo elementaron Pero nosotros por un amor tan refinado, que nosotros mismos no sabemos lo que es, Confiado de la mente, Nos importa menos, ojos, labios y manos perder. |

Theresa M. DiPasquale señala el uso de "refinado" como una continuación de un tema alquímico establecido en las estrofas anteriores, con la frase "tan refinado" ambigua en cuanto a si está modificando el "amor" o si la propia pareja está siendo refinada por el amor que comparten. 
| Our two soules therefore, which are one, Though I must goe, endure not yet A breach, but an expansion, Like gold to ayery thinnesse beate. | Our two souls therefore, which are one, Though I must go, endure not yet A breach, but an expansion, Like gold to airy thinness beat. Nuestras dos almas, pues, que son una, Aunque deba partir, no soporte todavía una brecha, sino una expansión, como el oro golpeado a la delgadez aérea. |

Estas líneas utilizan una pieza de oro para describir el amor entre el escritor y el tema del poema. Mientras que al batir el oro cada vez más fino se extiende, ampliando la distancia entre la pareja, cubre ahora más espacio: se ha extendido y se ha vuelto omnipresente. Golpearlo hasta lograr una "delgadez aérea" (distribuirlo por el aire) significa que el amor ahora es parte de la atmósfera misma. 
| If they be two, they are two so As stiffe twin compasses are two, Thy soule the fixt foot, makes no show To move, but doth, if th'other doe. And though it in the centre sit, Yet, when the other far doth rome, It leanes, and hearkens after it, And grows erect, as that comes home. Such wilt thou be to mee, who must Like th'other foot, obliquely runne; Thy firmnes makes my circle just, And makes me end, where I begunne. | If they be two, they are two so As stiff twin compasses are two; Thy soul, the fixed foot, makes no show To move, but doth, if the other do. And though it in the centre sit, Yet, when the other far doth roam, It leans and hearkens after it, And grows erect, as that comes home. Such wilt thou be to me, who must, Like th' other foot, obliquely run; Thy firmness makes my circle just, And makes me end where I begun. Si son dos, son dos Como son dos los rígidos compases gemelos; Tu alma, el pie fijo, no hace ademán de moverse, pero lo hace, si el otro lo hace. Y aunque en el centro se asienta, sin embargo, cuando el otro lejos discurre, se inclina y se afana por él, y se yergue erecto cuando aquel retorna. Tal serás tú para mí, que debo como el otro pie correr oblicuamente; tu firmeza hace mi círculo exacto, y me hace terminar donde empecé. |

La analogía aquí, de un par de compases en el proceso de dibujar un círculo, genera contrastes entre los dos amantes, donde uno está fijo y "en el centro se sienta" mientras el otro deambula; a pesar de esto, los dos permanecen inextricablemente conectados e interdependientes, permaneciendo inseparables a pesar de la distancia cada vez mayor entre las dos manecillas del compás.  Achsah Guibbory identifica un juego de palabras con "el pie fijo... Tu firmeza hace círculo exacto"; un círculo con un punto en el medio es el símbolo alquímico del oro, elemento al que nos referimos en una estrofa anterior. 

## Temas
Temáticamente, Una despedida es un poema de amor; Meg Lota Brown, profesora de la Universidad de Arizona, señala que todo el poema (pero particularmente la analogía del compás en las tres últimas estrofas) "adscribe al amor la capacidad de admitir circunstancias cambiantes sin que él mismo cambie al mismo tiempo".  Achsah Guibbory destaca Una despedida como un ejemplo tanto del miedo a la muerte que "persigue" la poesía amorosa de Donne como de su celebración del sexo como algo sagrado; la apertura traza una analogía entre la separación de los amantes y la muerte, mientras que, más adelante, el poema enmarca el sexo en connotaciones religiosas, señalando que si los amantes "le contaran a la laicos [de] nuestro amor", lo profanarían. 
Targoff sostiene que el poema prosigue el tema del poema anterior de Donne A Valediction: of my Name, in the Window ", con la estrofa inicial de uno, y la estrofa final del otro, que trata de los hombres moribundos  mientras que J. D. Jahn, escribiendo en la revista College Literature, lo compara con la Meditation III de Donne, de los Santos Sonetos.  Carol Marks Sicherman, sin embargo, establece paralelismos entre esta y otra despedida: A Valediction: of Weeping, y dice que "el hablante de "Duelo" comienza donde termina su colega de "Lloro"; sabe desde el principio que "inundaciones de lágrimas". " y "suspiros tempestades" no convienen al clima de amor que disfrutan él y su dama". 

## Recepción
Considerándolo el poema de despedida más famoso de Donne,  Theodore Redpath elogia Una despedida por su "altiva y convincente moderación, y el tenor uniforme de su movimiento".  Targoff sostiene que lo que distingue "A Valediction: Forbidding Mourning" de las otras "Valedictions" de Donne es lo que Donne deja a su amante: "Donne no le deja a su amada ni una parte física ni espiritual de sí mismo. En cambio, le deja el poder de su creación poética. Lo que pretende impedir su "duelo" no es la posesión de su nombre, libro, corazón o alma, sino la posesión de sus metáforas, metáforas de su unión que parecen invulnerables a la división.  Guibbory utiliza Una despedida para resaltar el estatus de Donne como "maestro del monosílabo, la pequeña palabra que mantiene tensa la línea" con su uso de la palabra "beat" en lugar de "spun" en la analogía del oro batido,  mientras que Ian Ousby utiliza la metáfora del compás como un ejemplo de la habilidad de Donne para tejer metáforas "a veces extendidas a lo largo de un poema completo en una muestra virtuosa de similitud".  Esta opinión es apoyada por Geoffrey Galt Harpham, quien se refiere a ella como "la metáfora sostenida más conocida" [the best known sustained conceit]. 
Sicherman escribe que Una despedida es un ejemplo del estilo de escritura de Donne, que proporciona "[una] apertura segura, un punto medio en el que las certezas iniciales dan paso gradualmente a nuevas percepciones y una conclusión que manifiesta una seguridad clara y profundamente arraigada".  Al mismo tiempo, lo considera "un poema cuyo desarrollo es tan sutil, cuya conclusión es tan perfecta, que uno puede permanecer inconsciente mientras responde al patrón de descubrimiento".  La analogía del oro batido fue fuertemente criticada por T. S. Eliot por no estar basada en una declaración de teoría filosófica. Targoff sostiene que esto es incorrecto: que Donne tenía una filosofía consistente y que la analogía del oro batido se remonta a los escritos de Tertuliano, una de las mayores influencias religiosas de Donne.  Otro crítico de Donne, Samuel Johnson, señaló que la analogía del compás resalta la "violencia" utilizada por los poetas metafísicos para "[forzar] la unión de las ideas más heterogéneas". 